# Bian Lian
Pour les articles homonymes, voir Biàn (變 ou 变) et Liǎn (臉 ou 脸).

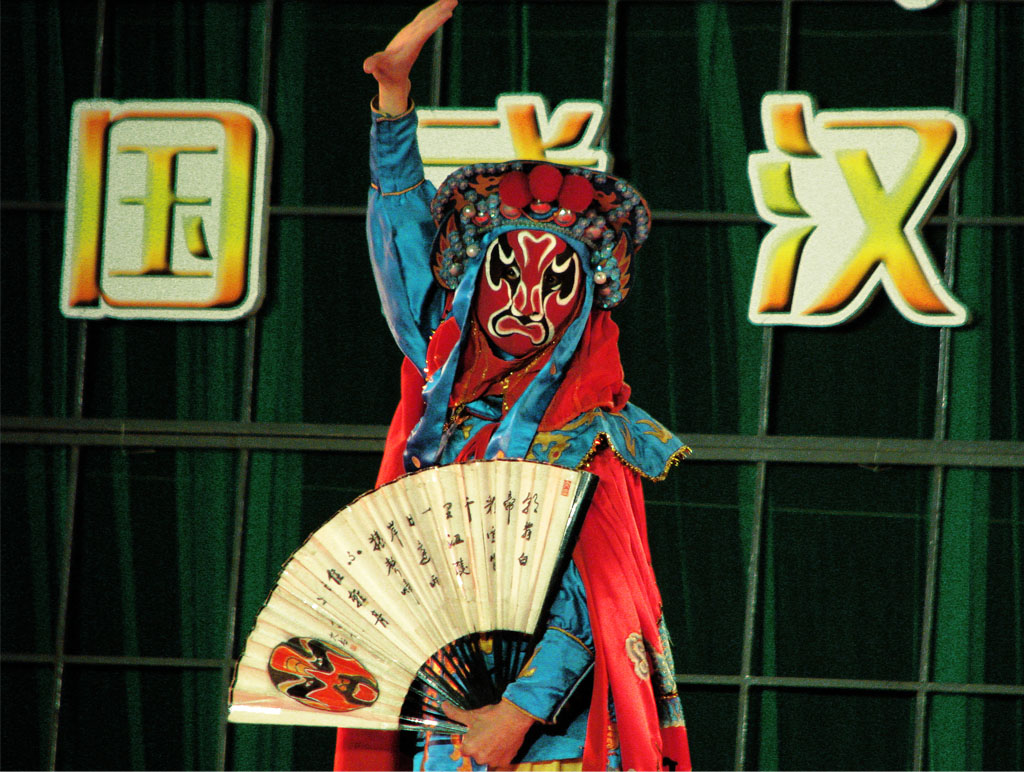
Costume standard du Bianlian.

Le Bianlian (chinois simplifié : 变脸 ; chinois traditionnel : 變臉 ; pinyin : biànliǎn ; litt. « visage changeant ») ou Chuanju bianlian (川剧变脸, chuānjù biànliǎn, « visage changeant de l'opéra du Sichuan » est un art vivant lié à l'opéra du Sichuan (川剧, chuānjù), en République populaire de Chine, dans laquelle l'artiste change de masques à plusieurs reprises et doit, selon les règles, être imperceptible au spectateur. Dans les faits le changement se fait en une fraction de seconde et le même masque peut aller jusqu'à changer plusieurs dizaines de fois de motif. Ce type de spectacle mêle la gestuelle, la danse, l'illusion et la prestidigitation.
Le comédien pratiquant cet art possède généralement, une cape et un éventail, derrière lesquels il se cache au moment du changement et un grand chapeau aux décorations diverses et très colorées. Il est de règle que le changement soit surprenant. Dans la gestuelle théâtrale qui accompagne la danse, le protagoniste cache son visage (ou celui d'un partenaire) derrière la cape ou l'éventail (parfois aussi une sorte de châle fin et léger), et fait des mouvements brusques de la tête et des épaules laissant présager un changement de visage. Il est fréquent que ces gestes soient effectués mais le changement ne soit pas fait, afin de mettre le spectateur en haleine et de mieux le surprendre au moment du changement réel.
Certains de ces spectacles comportent plusieurs artistes pratiquant le bianlian simultanément, ajoutant de la saveur et la curiosité aux spectateurs généralement désireux d'observer le changement.
Les masques comportent différentes expressions, parfois souriantes, tristes et parfois effrayantes. La séquence de ceux-ci peut être choisie pour augmenter l'atmosphère de la pièce.

## La chanson bianlian devenu un standard
Récemment, la chanson « Bianlian » (变脸), dont les paroles ont été écrites par Yán Sù (阎肃) et la musique composée par Meng Qingyun (孟庆云, Mèng Qìngyún) et Chen Xiaotao (陈小涛, chén xiǎotāo) notamment dans son interprétation par Chen Xiaotao est devenu un standard de fait de ces spectacles. Chanté en Sichuan hua (dialecte du Sichuan du mandarin) et commençant par une introduction à la musique très traditionnelle, typique du Sichuan, aux accents du Sud-Ouest, la musique de cette chanson évolue rapidement vers une musique aux rythmes électroniques très vifs et parfois répétitifs, participant au côté émotif et surprenant du spectacle. Différents interprètes l'on repris selon les mêmes principes, avec enrichissement.
Les paroles de cette chanson décrivent les relations de cet art avec la province du Sichuan, exaltée pour cet art, et son côté pimenté , un clin d'œil à la cuisine locale très pimentée, avec une référence fréquente à un type de champignon local, le lian chu. Elle décrit également le comportement des spectateurs tenus en haleine et curieux de découvrir les premiers ces changements.
Cette chanson permis à Cheng Xiaotao de devenir un représentant respecté de la culture du Sichuan[réf. nécessaire].